# Al Butnan (distrikt)
Al Butnan (arabiska: البطنان Al Buṭnān) är ett av Libyens tjugotvå distrikt (shabiyah). Den administrativa huvudorten är Tobruk. Distriktet gränsar mot medelhavet, Egypten och distrikten Darnah och Al Wahat.  